# 花の舞妓はん
『花の舞妓はん』（はなのまいこはん）は、1964年3月20日に ビクターより発売された橋幸夫の48枚目のシングル（SV-12）である。橋幸夫と倍賞千恵子主演で同名の映画『花の舞妓はん』が並行して制作され、その主題歌となっている（後述）。

## 概要
- 前年（1963年2月）にリリースした31枚目のシングル「舞妓はん」がヒットし、松竹で同名の映画も制作され好評であった。これを受け「舞妓はん」の続編というべき、本楽曲『花の舞妓はん』が制作された。これは次の年にリリースされた「月の舞妓はん」とで、”舞妓はん三部作”となっている[2]。
- 作詞は佐伯孝夫、作曲は吉田正で、前作同様、橋の両恩師による楽曲である。前作同様「京言葉に琴の音をあしらい情緒をもりあげ」短調でスローでムードの演出となっている[3]。前作では「祇園」「加茂の流れ」「清水」の地名が、本作では「祇園」「木屋町」「先斗町」が登場する。
- 64年は、本道の時代歌謡、股旅ものに加え、1月には『赤いブラウス』をリリースしており、これは『白い制服』に続くカラーシリーズの2作目、さらに、8月には「恋をするなら」でリズム歌謡の開拓と、橋のシングルリリースは「ますます多様になって来る年」[2]になった。この年の橋のシングルリリースは、前年同様15枚となった。
- c/wの「妹」も佐伯作詞、吉田作曲で、これも映画『花の舞妓はん』の主題歌となっている。

## 収録曲
1. 花の舞妓はん
作詞： 佐伯孝夫、作・編曲：吉田正
2. 妹
作詞： 佐伯孝夫、作・編曲：吉田正

## 収録アルバム
- 『〈TWIN BEST〉』（1998年11月6日）VICL-41033〜4
- CD-BOXでの収録は以下の通り
  - 『橋幸夫大全集』（CD-BOX 6枚組　全114曲収録） [1993年9月20日発売]DISC-4
  - 『橋幸夫のすべて』（CD-BOX 5枚組　全105曲収録） [2011年2月8日発売]DISC-2
  - 『吉田正大全集』（CD-BOX 11枚組）[1997年9月3日]DISC-7

## 映画「花の舞妓はん」
- 前作『舞妓はん』同様、橋幸夫、倍賞千恵子、市村泰一監督で製作、橋と倍賞が4度目の共演。1964年4月12日に松竹系で公開された。1時間31分[4]。
- 橋は、東京・下町の自動車修理工の泉浩太郎、倍賞千恵子は祇園の名花雪路役。愛しながらも別れなければならない運命の悲しさ、哀調切々にメロディに乗せて、散りゆき恋の花の絢爛と表現[5]。